# Громов, Александр Евстафьевич
Александр Евстафьевич Громов (1880, Тверская губерния — 1968) — скульптор-модельщик, мастер художественной лепки, художник-реставратор, резчик по дереву; за более чем полвека профессиональной деятельности выполнил большое число ответственных архитектурно-декоративных работ.
Работал под руководством и по проектам таких видных архитекторов, как И. А. Фомин, А. И. Таманян, В. Ф. Свиньин, Е. И. Катонин, Е. А. Левинсон, И. И. Фомин.

## Биография
Родился в 1880 году в семье бедного крестьянина Тверской губернии. Семья состояла из 13 человек, и подрастающих детей, закончивших земскую школу, отвозили в Петербург или Москву и отдавали в обучение мастеру или торговцу.
А. Громов с детства проявлял способности к рисованию. Весной 1893 года его привезли в Петербург и отдали на пять лет в мастерскую Василия Ивановича Жилкина — мастера-модельщика.
С 1918 до 1922 находился в рядах Красной Армии.
В 1924 поступил в формовочную мастерскую Академии художеств.

## Список выполненных работ

### Дореволюционный период
1901
- Здание Этнографического музея в Петербурге. Карниз и кронштейны под сандриками окон на фасаде.

1902
- Музей А. В. Суворова в Петербурге. Главный зал. Эмблема, горельеф, знамёна, пушки, ядра в главном зале.

1902—1903
- Политехнический институт в Петербурге. Лепные украшения фасада и актового зала.

1904
- Изготовление модели для чугунной решётки Садового моста через реку Мойку в Петербурге.

1905—1906
- Лепка плафона зала, карниза и десюдепортов над дверьми интерьеров особняка Кшесинской в Петербурге.
- Герб и военные атрибуты на фасаде жилого дома на углу Тверской и Таврической улиц в Петербурге.

1907
- Маска, знамёна и другие лепные детали на фасаде и в интерьерах здания дома Гвардейского экономического общества (Дом ленинградской торговли).
- Модель коринфской капители для бронзы и модели для камня на фасаде здания Сибирского банка на Невском проспекте, 44 в Петербурге.
- Главный фриз в готическом стиле и другие лепные детали для фасада здания жилого дома на углу Садовой улицы и Вознесенского проспекта в Петербурге.

1909
- Лепка моделей для оформления фасада жилого дома на углу Верейской улицы и Загородного проспекта в Петербурге.

1910
- Оформление здания театра «Палас» (Театр музыкальной комедии).

1911
- Плафоны для залов особняка на Малой Невке (клуб завода «Русский дизель») в Петербурге.
- Лепка русского орнамента для фасада и интерьера здания Офицерского собрания в Царском Селе.
- Оформление зрительного зала Народного дома (кинотеатр «Великан») в Петербурге.

1912
- Картуши на фасадах корпусов больницы Петра Великого (больница им. И. И. Мечникова) в Петербурге.
- Художественная отделка фасада и внутренних помещений особняка Кочубея в Царском Селе.
- Оформление фасада казарм стрелкового полка в Царском Селе.

1912—1913
- Лепка орнамента для мечети в Петербурге.

1913
- Лепные украшения для фасада и внутренних помещений дворца Воронцова-Дашкова в Шуваловском парке близ Петербурга.
- Модели украшений из бронзы и хрусталя для падуги плафона Мраморного зала Этнографического музея в Петербурге.
- Оформление фасада и квартир жилого дома на углу Загородного проспекта и Лештукова переулка в Петербурге.
- Художественная лепка для украшения зимнего сада и залов особняка Кафталя на Красной улице в Петербурге.
- Лепные украшения для фасада и внутренних помещений жилогодома по Лиговскому проспекту, 44 в Петербурге.
- Оформление фасада и некоторых внутренних залов особняка Абамелек-Лазарева (Дом мастеров спорта) на Миллионной улице в Петербурге.

1914
- Художественно-декоративная отделка фасада и интерьера имения в Псковской губернии.

1914—1916
- Оформления фасада и внутренних помещений здания банка на набережной реки Фонтанки и кинотеатра «Палас» на улице Толмачёва.
- Оформления фасада и внутренних помещений здания Петроградского губернского кредитного общества и кинотеатр «Сплендид-палас»[1].

### Советский период
1922
- Реставрация лепных украшений фасада здания бывшего Александринского театра (Академический театр драмы им. А. С. Пушкина) в Петрограде.
- Реставрация лепных украшений здания бывшего Михайловского театра (Малый оперный театр) в Петрограде.

1923
- Реставрация лепного убранства фасада бывшего Смольного института.
- Восстановление лепных украшений фасада и залов бывшего здания Промышленного банка на Невском проспекте в Петрограде.
- Реставрация художественной лепки на фасаде и во внутренних помещениях здания Дворца Труда (бывший Николаевский дворец) в Петрограде.

1924
- Лепка Государственного герба СССР.

1925
- Оформление входа в мельничный комбинат им. В. И. Ленина в Ленинграде.

1926
- Изготовление макета Дворца культуры им. А. М. Горького в Ленинграде.

1927
- Изготовление макета «Шалаша» Ленина в Разливе.

1931
- Реставрация украшений фасада и зрительного зала Каменноостровского летнего театра в Ленинграде.
- Реставрация художественной лепки павильонов Елагинского ансамбля в Ленинграде.

1932
- Модели штампов для первых образцов автомобиля М-1, выпущенных на заводе «Красный Путиловец» в Ленинграде.

1934
- Лепные украшения для зала заседаний в Смольном.

1935
- Реставрация лепки внутренних помещений бывшего Строгановского дворца в Ленинграде.
- Модель герба на Доме правительства Белорусской ССР в Минске.
- Лепка барельефов для общественного здания на Литейном проспекте, 42 в Ленинграде.

1936
- Лепка театральных масок для Драматического театра в Хабаровске.
- Оформление зала в здании Василеостровского райсовета в Ленинграде.
- Лепные украшения для фасада жилого дома и магазина на 6-й Советской улице в Ленинграде.

1937
- Художественная отделка Мраморного зала Дворца культуры им. С. М. Кирова в Ленинграде.
- Лепка пилястров для административного здания на улице Веры Слуцкой (15-я линия) в Ленинграде.
- Лепные украшения фасада и интерьерпа здания Дворца культуры в Куйбышеве.

1938
- Лепные украшения для здания училища на Малой Охте в Ленинграде.
- Лепка барельефа для оформления учебного корпуса на набережной реки Мойки в Ленинграде.
- Изготовление эмблем автотранспорта для административного здания на Московском проспекте в Ленинграде.
- Художественная отделка фасада, Изготовление скульптурных пилястр жилого Дома актёра на Бородинской улице в Ленинграде.

1939
- Оформление фасада здания «Интурист» в Ленинграде.
- Оформление фасада здания Невского райсовета в Ленинграде.
- Лепные украшения для портала сцены кинотеатра Дома культуры промкооперации (ДК им. Ленсовета) в Ленинграде.

1940
- Оформление фасада и входа на Металлическом заводе в Ленинграде.

1941
- Лепные украшения для Дома специалистов Кировского завода.
- Художественная отделка главного здания Военно-Морской академии им. С. М. Кирова.
- Оформление жилого дома на Щемиловке в Ленинграде.

1943
- Проект памятника героям Великой Отечественной войны (эскиз обелиска).
- Художественное оформление вестибюля здания Министерства внутренних дел на площади Дзержинского (Лубянской площади) в Москве.

1944
- Восстановление лепки фасада и внутренних помещений здания ЦК КПСС в Москве.
- Изготовление барельефа с видами Адмиралтейства, Биржи и Ростральных колонн на пилонах путепровода в Москве.
- Барельеф аттика главногопортика и декор внутренних залов здания Министерства обороны в Москве.
- Лепка сложного орнамента для решётки сада на Арбатской площади в Москве.

1945
- Лепка и изготовление моделей для украшения фойе театра имени Моссовета в Москве.

1946
- Реставрация одного из залов Дома учителя (Дворец культуры работников просвещения) в Ленинграде.

1947
- Лепка модели фонаря у памятника Чернышевскому на Московском проспекте в Ленинграде.
- Лепка моделей полочек для Монплезира в Петродворце (Петергофе).

1948
- Восстановление Белоколонного зала бывшего Шуваловского особняка на Фонтанке, д. 21 в Ленинграде.

1948—1954 (с перерывами)
- Лепные украшения для фасада и внутренних помещений здания Ленинградского аэровокзала (старое здание).

1949
- Лепка и изготовление моделей украшений для вокзала в городе Пушкине (Царское Село).

1949—1952
- Изготовление лепных украшений и решётки лестницы выставочного павильона Русского музея.

1950
- Художественная отделка здания на углу Садовой улицы и проспекта Майорова (Вознесенского проспекта) в Ленинграде.

1951
- Реставрация орнамента на колеснице Нарвских ворот в Ленинграде.

1952
- Оформление Триумфальных пилонов у въезда в Ленинград со стороны Колтушей.
- Изготовление лепных украшений для Сада отдыха в Ленинграде.
- Лепные украшения для трибун на Дворцовой площади в Ленинграде.

1952—1953
- Оформление фасада и интерьера санатория Министерства металлургии в Сочи.

1953—1954
- Лепка моделей для оформления станции Автово Ленинградского метрополитена им. В. И. Ленина.

1953
- Реставрация купола здания Большого дворца в Петродворце (Петергофе).
- Художественное оформление решётки Измайловского сада в Ленинграде.

1954
- Лепка модели фонаря для Львиного моста в Ленинграде.
- Художественно-декоративная отделка здания Драматического театра в Петрозаводске.
- Лепка и изготовление модели Государственного герба Китайской Народной Республики.

1955—1960
- Исполнение резных панно.